# Make Something Up
Make Something Up: Stories You Can't Unread é uma coleção de contos publicada em 26 de maio de 2015 e escrita por Chuck Palahniuk.
Make Something Up ficou em oitavo lugar na lista da ALA dos Dez Livros Mais Desafiados de 2016, devido a palavrões, conteúdo sexual explícito e por ser "nojento e totalmente ofensivo".

## Histórias
- "Knock Knock" (dezembro de 2010 da Playboy[5]) - O narrador relata seu relacionamento com seu pai, que lhes ensinou muitas piadas de mau gosto quando crianças, que eles repetiam sem saber o que significavam. Seu pai agora sofre de Câncer de próstata. O narrador tenta fazê-lo rir antes de morrer, mas não importa quantas piadas eles contem, ele nunca ri. Eles percebem, eventualmente, que eram o alvo da piada o tempo todo.
- "Eleanor" - Escrito com muitos malapropismos, Randy odeia árvores e se muda do Oregon para a Califórnia com seu pit bull chamado Eleanor. Ele se casa com uma corretora de imóveis chamada Gazelle. No Natal, Eleanor mastiga uma figura de presépio do Menino Jesus e Gazelle então compra uma grande árvore de Natal.
- "How Monkey Got Married, Bought a House and Found Happiness in Orlando" - Semelhante a um conto popular de Esopo, Monkey trabalha com sucesso em vendas na Llewelyn Food Marketers Inc. e está determinada a progredir em sua carreira em Orlando. Seu chefe lhe dá queijo para vender, mas o cheiro é tão ruim que ninguém o compra. Persuadida pela multidão, Monkey finalmente se força a experimentar o queijo e descobre que é delicioso, mas ninguém acredita nela.
- "Zombies" (novembro de 2013 da Playboy[6]) - Estudantes do ensino médio começam a se eletrocutar aplicando eletrodos de um desfibrilador cardíaco em suas têmporas e ligando-o, o que resulta em danos cerebrais permanentes. Apelidando-o de "The Great Leap Backwards", mais e mais pessoas começam a se eletrocutar para retornar voluntariamente a um estado de ignorância infantil. No aeroporto, o narrador, Trevor, aplica os eletrodos em sua cabeça e está prestes a ligá-lo, mas seu tio o impede.
- "Loser" (Stories, 2010) - Uma fraternidade chamada Zeta Delta tem uma tradição apressada onde eles tomam LSD e sentam-se na plateia de um jogo de perguntas e respostas (baseado em The Price Is Right). Um membro da fraternidade chega à rodada final do concurso, mas, sob efeito de LSD, acaba dando um lance de "um milhão, trilhão de gah-zilhões de dólares e noventa e nove centavos", o que o desqualifica do jogo e acaba tendo seus possíveis prêmios dados ao vencedor, além dos prêmios dela. A vencedora, uma senhora idosa, morre de ataque cardíaco no palco.
- "Red Sultan's Big Boy" - Um homem compra para sua filha Lisa, de 13 anos, um garanhão árabe para substituir seu cavalo que morreu na semana anterior. As pessoas evitam a família e o cavalo, discutindo rumores sobre seu passado, enquanto o pai começa a receber ligações de pessoas oferecendo quantias cada vez maiores de dinheiro pelo cavalo. É revelado que o cavalo apareceu em um vídeo de bestialidade viral em que um homem morreu mais tarde de um cólon rompido. Lisa e seus amigos viram o vídeo, e ela está cobrando de seus amigos para visitar o cavalo e tirar selfies com ele. Ao descobrir que Lisa matou seu cavalo anterior para obter o famoso garanhão do vídeo, seu pai solta o cavalo na natureza.
- "Romance" (agosto de 2011 da Playboy[7]) - O narrador acima do peso fala sobre sua namorada anterior, que também estava acima do peso, mas acabou perdendo uma quantidade significativa de peso e começou a receber atenção de outros homens. Acontece que ela perdeu peso devido ao câncer e depois morreu. Ele não acredita que algum dia conhecerá alguém, então no Lollapalooza ele se apaixona por uma mulher excêntrica chamada Britney que parece fora de sua liga. Apesar de suas dúvidas com seus amigos que acham que ela é retardada, alcoólatra, viciada em drogas e ninfomaníaca, ele se casa com ela e tem gêmeos com ela.
- "Cannibal" (maio de 2013 da Playboy[8]) - Escrito com muitos eufemismos, uma aula de ginástica do ensino médio, nenhuma das equipes quer um garoto apelidado de "Canibal", que é revelado uma vez que fez cunilíngua em uma garota chamada Marcia Sanders que alegou não saber que estava grávida. Ele suga e acidentalmente engole o pequeno feto, o que lhe rendeu o apelido.
- "Why Coyote Never had Money for Parking" - Outro conto popular no estilo de Esopo, o Coiote trabalha na Llewelyn Food e é casado e tem um filho. Toda noite, o Coiote coloca o bebê no carro e dirige lentamente pela cidade para fazê-lo dormir. Ele conhece Flamingo, uma sex worker, e começa a vê-la com frequência, sentindo-se culpado por sua infidelidade. Eventualmente, ele descobre por sua esposa que Flamingo é um travesti.
- "Phoenix" - A filha de Ted, April, é cega por causa da toxoplasmose causada por sua gata chamada Belinda Carlisle. Em flashbacks, é revelado que a esposa de Ted, Rachel, queria que ele se livrasse da gata, temendo que isso afetasse sua gravidez. Quando ele se recusou, ela começou a pentear spray de cabelo no pelo da gata e a alimentá-la em excesso para fazê-la usar a caixa de areia com mais frequência. Sabendo que a gata usava o granito da lareira a gás como caixa de areia, ela esperou até que a gata estivesse na lareira e então a ligou. A gata em chamas então correu pela casa, incendiando-a, antes de morrer no andar de cima.
- "The Facts of Life" - O pai de Troy, determinado a superar a explicação de seu próprio pai sobre sexo, conta ao filho uma história sobre duas pessoas fazendo sexo em um cinema drive-in. Usando desinfetante para as mãos para disfarçar um cheiro desagradável, o encontro resulta em um incêndio acidental nos órgãos genitais do homem. A história do acidente com o desinfetante para as mãos em si é contada como uma frase longa e contínua.
- "Cold Calling" - Um estudante do ensino médio chamado Bill (que mora em Walla Walla, Washington) tenta vender a clientes em potencial um esfregão de chão chamado Wonder Wet Wipe, um esfregão de chão; mas os chamadores continuam a distraí-lo e abusam racialmente dele enquanto ele tenta seguir o roteiro de vendas. Ele acaba fingindo ser hindu e formando uma amizade por telefone com uma garota que ele mais tarde descobre que estava mentindo sobre ser negra.
- "The Toad Prince" - Ethan revela a uma mulher chamada Mona que ele tem injetado várias doenças em seu pênis como uma forma de modificação corporal e agora ele está horrivelmente deformado. Ao contrário de seus parceiros anteriores, Mona não se importa, e o beija enquanto seu pênis cresce e se transforma em uma criatura grande e móvel.
- "Smoke" - Um homem tem medo de que a linguagem tenha se tornado uma entidade separada.
- "Torcher" - Rainbow Bright é uma organizadora de um festival do tipo Burning Man. Na manhã seguinte a uma tempestade de areia, um assassinato é descoberto e Rainbow tenta manter as coisas sob controle.
- "Liturgy" - Os restos de uma placenta foram encontrados por vários cães da vizinhança, e o conselho de moradores, impassível, investigou, mas não conseguiu encontrar os responsáveis.
- "Why Aardvark Never Landed on the Moon" - No conto popular final de Esopo, os alunos do quinto ano Galo, Tamanduá e Coelho são constantemente intimidados por serem bons alunos. Depois que Javali os espanca por jogarem xadrez no recreio, eles decidem formar o "The Flunk Club" e começam a reprovar de propósito e a cheirar cola na esperança de serem retidos do quinto ano, com o objetivo final de serem muito mais velhos e mais fortes do que qualquer um da classe. Eles acabam se tornando valentões e, quando encontram uma de suas velhas peças de xadrez no parquinho, não conseguem se lembrar do que é e, em vez disso, a queimam e ficam chapados com os vapores.
- "Fetch" (Dark Delicacies III, 2009) - Depois de brincar de buscar com um cachorro em um cemitério, a bola de tênis do protagonista cai em um túmulo e começa a se mover sozinha. A bola o leva a uma coleção enterrada de moedas de ouro e o incumbe de devolvê-la à velha senhora a quem as moedas pertenceram. É revelado que o túmulo em que a bola caiu era o túmulo de seu marido.
- "Expedition" - Situado em Hamburgo antes dos eventos de Fight Club, Felix M é fascinado pela depravação da cidade, escrevendo um livro revelando seu lado obscuro. Felix é informado sobre uma "criança monstruosa" e é levado a um labirinto de túneis escuros onde ele conhece seu pai e Tyler Durden.
- "Mister Elegant" (dezembro de 2006 da Vice[9]) - Um stripper masculino tem um ataque epilético no palco, que é filmado por um cliente e acaba se tornando viral. Ele acaba formando uma trupe de strippers deficientes.
- "Tunnel of Love" Um massagista oferece eutanásia a clientes moribundos.
- "Inclinations" - Kevin finge ser gay para fazer com que seus pais o enviem para terapia de conversão, pois ouviu rumores de que haveria acesso ilimitado a mulheres. Ele descobre que todos os garotos do seu andar estão fingindo ser gays para extorquir dinheiro e elogios de seus pais conservadores. Ele e os outros garotos são forçados a dissecar o cadáver de uma adolescente chamada Betsey que morreu em um acidente de moto. Um garoto chamado Troublemaker revela a Kevin que ela é na verdade lésbica e "Betsy" era na verdade sua namorada Suede. Ela diz a ele que conseguiu que um casal mais velho se passasse por seus pais e se disfarçou de garoto para entrar furtivamente na instalação e recuperar o corpo de Suede. Kevin e seus amigos contrabandeiam Suede para fora e a enterram. Troublemaker esfaqueia o homem que dirige a instalação, e todos os garotos assumem a culpa por ela no tribunal.
- "How a Jew Saved Christmas" - Durante um amigo secreto no local de trabalho, Miley recebe presentes de baixa qualidade, como um doce de chocolate de gosto ruim e um retrato nada lisonjeiro dela, que ela está convencida de que estão sendo dados a ela por despeito. Para tentar eliminar o culpado, ela presenteia todos no local de trabalho com presentes descaradamente ofensivos, incluindo dar a sua colega de trabalho judia Deborah um presunto com a inscrição "Merry Christmas, Shylock". Uma mulher chamada Clara revela que enviou os presentes a Miley e que eles eram bem-intencionados. Deborah tira sua pulseira de diamantes e a dá a Clara quando ela começa a chorar.

## Recepção
Sandra Newman no The Guardian tem muitas reservas: "Em Palahniuk, temos um escritor no auge de seus poderes, mas que se recusa a usar esses poderes para o bem, e às vezes se recusa a usá-los; que prefere encharcar seus poderes em urina, do que comê-los e vomitá-los em seu colo. É uma performance que pode ser estimulante quando graciosa, mas simplesmente dolorosa quando não é. Ele é um enfant terrible em desesperada necessidade de supervisão adulta, e gostaríamos que os editores de Palahniuk o convencessem a não publicar seus acessos de raiva mais frágeis. Eu adoraria ler seu próximo 'Knock-Knock', mas não correndo o risco de ler seu próximo 'Torcher'."
Mark Diston no The Register escreve que "no geral, esta coleção é divertida, perspicaz e perversamente engraçada. Chuck Palahniuk é um escritor diferente, liberto das restrições de escrever um romance 'direto'. Os mesmos problemas que fizeram de Beautiful You uma obra tão falha ainda são aparentes nesta coleção, mas Make Something Up é um livro muito mais relaxado, brincalhão e melhor."